# Љубав кад јој време није
Љубав кад јој време није(енгл. Love Among the Ruins) је амерички ТВ филм из 1975. са Кетрин Хепберн и Лоренсом Оливијеом у главним улогама. Обоје су били добитници Еми награда за најбољу женску и мушку улогу.

## Улоге
| Глумац         | Улога           |
| -------------- | --------------- |
| Кетрин Хепберн | Џесика          |
| Лоренс Оливије | Сер Артур Џоунс |
| Колин Блејкли  | Џ. Ф. Дивајн    |
| Ричард Пирсон  | Друс            |
| Џоун Симс      | Фани            |